# M6 (mina)
M6 – amerykańska, przeciwgąsienicowa mina przeciwpancerna.
Mina M6 ma korpus z blachy stalowej zawierający 5,5 kg trotylu. W centralnej części miny znajduje się gniazdo głównego zapalnika. W wersjach M6 i M6A1 był to zapalnik chemiczny, w wersji M6A2 zastosowano zapalnik mechaniczny M603 powodujący eksplozję pod naciskiem 138-184 kg. Dodatkowo w korpusie znajdują się dwa gniazda zapalników. Mogą być w nie wkręcone zapalniki o działaniu naciągowym utrudniające rozbrojenie miny lub przekształcające ją w minę nieusuwalną, albo zapalnik elektryczny, dzięki któremu mina może być odpalona ręcznie.